# Jong Il-gwan
Jong Il-gwan (Hangul: 정일관, Hancha: 鄭日冠, * 30. Oktober 1992) ist ein nordkoreanischer Fußballspieler, der zuletzt beim FC Luzern in der Schweizer Super League unter Vertrag stand.

## Karriere

### Verein
Er begann seine Vereinskarriere bei Rimyongsu SG. Am 24. Oktober 2010 wurde er zum AFC Youth Player of the Year gewählt. Seines Talents wegen waren namhafte europäische Vereine wie Partizan Belgrad, Newcastle United oder auch die PSV Eindhoven an seiner Verpflichtung interessiert, zu einem Wechsel kam es nicht.
Am 7. Juli 2017 wechselte Jong Il-gwan zum FC Luzern, wo er einen Vertrag bis Ende Juni 2019 unterschrieb.
Jong Il-gwan debütierte am 6. August 2017 beim 2:2 im Heimspiel gegen den Grasshopper Club Zürich in der Schweizer Super League, wo er fünfzehn Minuten nach seiner Einwechslung gleich sein erstes Meisterschaftstor schoss.
Am 14. Februar 2018 wurde Jong Il-gwan vom FC Luzern bis Ende Juni 2018 an den FC Wil in die Challenge League ausgeliehen.

### Nationalmannschaft
Erstmals international auf sich aufmerksam machte Jong bei der U-19-Asienmeisterschaft 2010. Mit seinem Land gewann er das Turnier und wurde zum besten Spieler des Turniers gewählt. Besonders hervorzuheben ist sein Hattrick im Finale gegen Australien, welches Nordkorea mit 3:2 für sich entscheiden konnte.
Seit 2011 ist Jong fester Bestandteil der A-Nationalmannschaft. Bei der Ostasienmeisterschaft 2015 erzielte er zwei Tore gegen Guam, das Spiel gewann Nordkorea mit 5:1.